# イオン中仙店
イオン中仙店（イオンなかせんてん）は、秋田県大仙市にあるイオン東北株式会社が運営管理する総合スーパー（GMS）。

## 概要
1999年11月12日にジャスコ（現：イオン）が運営・管理する「ジャスコ中仙ショッピングセンター」として開業した。
2008年10月には2階フロアの営業を終了し、完全閉鎖された。よって、1階と2階のフロアを結んでいたエレベーターやエスカレーターなどの稼働も終了した。数日後には同市内に秋田県のイオン店舗面積ではイオンモール秋田に次ぐ規模の、イオン大曲ショッピングセンター（現：イオンモール大曲）がオープンした。

## 沿革
- 1999年（平成11年）
  - 10月3日 - 「イオンふるさとの森づくり」植樹祭を開催[1]。
  - 11月9日-11月11日 - 「ジャスコ中仙ショッピングセンター」ソフトオープン[1]。
  - 11月12日 - 「ジャスコ中仙ショッピングセンター」グラントオープン[1]。
- 2001年（平成13年）8月21日 - ジャスコ株式会社がイオン株式会社に商号変更[6]。
- 2002年（平成14年）7月21日 - 「ジャスコ中仙店」2階書籍売場を株式会社ブックバーンに移管。「未来屋書店中仙」としてオープン[7]。
- 2005年（平成17年）3月22日 - 市町村合併に伴い、所在地が変更[8]。
- 2006年（平成18年）9月20日 - 食品売場の24時間営業を終了。
- 2008年（平成20年）
  - 8月21日 - イオン株式会社の純粋持株会社移行により、イオンリテール株式会社が小売事業部門を継承[9]。
  - 9月20日 - 2階フロアの一部テナントが閉店。
  - 10月5日 - 2階フロアの営業終了に伴い、完全閉鎖[5]。
- 2010年（平成22年）2月16日 - 秋田県とイオンリテール株式会社東北カンパニー[注釈 1]にて､災害時における生活必需物資の供給に関する協定を締結[10]。
- 2011年（平成23年）3月1日 - GMS事業の再編に伴い、「イオン中仙店」に改称[11][12]。
- 2020年（令和2年）
  - 3月1日 - イオン東北株式会社発足に伴い、店舗の管理・運営および食品売場をイオン東北に移管[13]。
  - 4月1日 - 当店を含む全国のイオン直営売場での無料レジ袋配布終了[14]。
- 2021年（令和3年）9月1日 - イオン東北とイオンリテール東北事業本部の統合に伴い、衣料、住居余暇、H&BC各売場をイオン東北に移管[15]。
- 2023年（令和5年）8月 - 「ペトラス中仙店」が閉店。
- 2025年（令和7年）2月19日 - 「未来屋書店中仙店」が閉店[16]。

## フロアとテナント

### フロア概要
核店舗のイオン中仙店と15の専門店で構成される。2階売場は、2008年に閉鎖されている。
| 階  | フロア概要                       |
| --- | -------------------------------- |
| 2階 | ※閉鎖中                          |
| 1階 | 直営売場・専門店街・フードコート |

### 主なテナント
- ハニーズ（レディス）
- セントエリーネ（レディス）
- セリア（100円ショップ）
- マクドナルド（ファストフード）
- パン工場（ベーカリー）
- モーリーファンタジー（アミューズメント）

別棟
- チャンスセンター（宝くじ）

※テナント情報は2025年2月時点
出店テナント全店の一覧および営業時間、ATMを設置している金融機関の詳細は「公式サイト」を参照。

## アクセス
中仙市民会館ドンパルそば、国道105号沿いに位置している。

### 鉄道
- JR田沢湖線（秋田新幹線）- 羽後長野駅から徒歩で約17分、鶯野駅から徒歩で約27分

### 自動車
- 秋田自動車道 - 大曲ICより約26分、西仙北SICより約36分

### 駐車場
当施設の駐車場は、1,650台利用可能である。
| 施設駐車場 | 駐車台数 | 駐車可能時間 | 備考 |
| ---------- | -------- | ------------ | ---- |
| 平面駐車場 | 1,650    | 8:00 - 22:00 |      |

## 周辺
- 中仙市民会館ドンパル
- 羽後信用金庫 中仙支店
- 秋田おばこ農協 中仙支店
- 大仙市 中仙総合支所